# Nikolaï Pojarski
Pour les articles homonymes, voir Pojarski.
Nikolaï Mitrofanovitch Pojarski (en russe : Николай Митрофанович Пожарский), né le 22 avril 1899 (ou le 6 mai) dans le village de Kline (oblast de Toula), décédé 12 septembre 1945, est un militaire soviétique, commandant de l'artillerie de la 8e armée de la garde, lieutenant général d'artillerie, Héros de l'Union soviétique.
Commandant de l'artillerie de la 62e armée (qui devint la 8e armée de la garde) qui défendit Stalingrad.
Nommé Héros de l'Union soviétique le 6 avril 1945 pour son action lors du passage de la Vistule.